# Thyou (département)
Ne doit pas être confondu avec Thiou (département).
Thyou est un département et une commune rurale du Burkina Faso située dans la province du Boulkiemdé et dans la région Centre-Ouest. Lors du dernier recensement de 2006, la population totale du département est de 24 251habitants .

## Communes
Le département se compose de dix communes rurales  :
- Bangré
- Boutoko
- Goumogo
- Kamsé
- Moukouan
- Sogpelcé
- Soula
- Tatyou
- Thyou (chef-lieu)
- Vella